# Hapax
Pour les articles ayant des titres homophones, voir Apax et APACS.

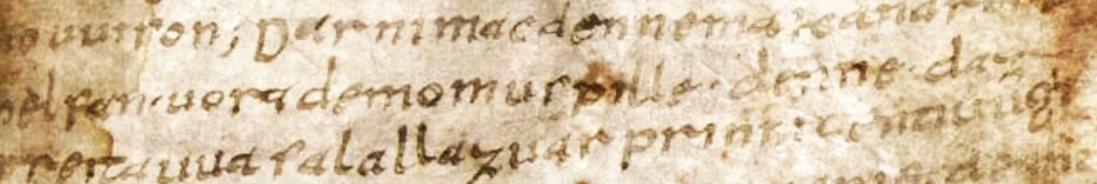
Dar nimac denne mak andremo helfan uora demo muspille : dans ce poème du IXe siècle en vieux haut allemand, le mot muspille est un hapax. Bibliothèque d'État de la Bavière, Munich.

Un hapax ou apax est un mot qui n'a qu'une seule occurrence dans un corpus donné. Par analogie, un hapax peut être aussi un événement qui ne se produit qu'une fois (par exemple, dans la vie d'un individu) ou une personne unique (sans équivalent, dans un certain contexte).
Le terme hapax est un néologisme créé par John Trapp (en) en 1654 (dans ses Annotations upon the Old and New Testament) par ellipse du grec ἅπαξ λεγόμενον / hápax legómenon (« dit une seule fois »),. L'expression complète hapax legomenon apparaît dans le Larousse pour tous de 1909 ; le substantif hapax y entre en 1922 (mais pas dans la version en deux volumes de la même année, qui donne seulement hapax legomenon).

## Lexicologie
Pendant longtemps, le terme « hapax » a qualifié les mots (ou expressions) que les traducteurs ne pouvaient traduire de façon certaine parce qu’il n'en existait qu'une seule occurrence dans la littérature (comme c'était le cas du mot gvina dans la Bible ou du mot panaorios dans l’Iliade d'Homère, arepo en latin dans le carré palindromique SATOR, qarabalanat en arabe, express en anglais dans le texte de Trapp…) Par exemple, l’ensemble des textes composant la Bible en hébreu comporterait environ 2 000 hapax sur 8 000 vocables différents (pour 300 000 mots), ce qui rend difficile leur interprétation. Le terme peut également s'appliquer aux glyphes ; environ 10 % de l'écriture maya reste difficile à déchiffrer parce qu’il est difficile de s'accorder sur le sens des hapax restants.
Un hapax est donc, en linguistique et en lexicologie, un lemme (ou une forme de ce lemme) qui n'est attesté que dans une seule source (corpus, état d'une langue, etc.) ou rencontré trop rarement pour être considéré comme une preuve valable de son emploi avéré et motivé de sa forme dans une langue donnée[réf. souhaitée]. En effet, les hapax peuvent être des mots rares mais aussi des erreurs (de copie, de grammaire…). Dans l'ignorance, ils sont souvent rejetés ou leur rareté ne rend pas leur témoignage suffisant.[pas clair]
La notoriété d'un auteur chez lequel on trouve un hapax, ou les commentaires et études pourtant sur son œuvre, et, de nos jours, l'existence de nombreuses bases de données font qu'il convient de limiter temporellement la rareté du mot[pas clair].
Prenons, par exemple, le cas de Rabelais, qui a produit plus d'un hapax ayant par la suite fait florès : dans le chapitre 16 (« Des meurs & conditions de Panurge ») de Pantagruel, il écrit qu'il y a « un antistrophe entre femme folle à la messe et femme molle à la fesse » ; « antistrophe » est là un hapax, et celui-ci est ensuite entré dans la langue – on le retrouve en 1611 dans le dictionnaire de Cotgrave (ce mot fut finalement délaissé au profit de « contrepèterie »). La Bible comporte de nombreux hapax, tels que Sefarad, ou gvina (Job 10:10) qui a bien ultérieurement désigné un fromage en hébreu moderne.
Avec le temps, le sens du mot hapax a évolué et a un peu perdu son aspect « sens inaccessible / intraduisible », pour se concentrer sur le fait qu'un hapax est un mot n'ayant eu qu'une seule (ou de rares) occurrence sur un long laps de temps. Par extension, le mot hapax peut donc s'appliquer à une tournure, une expression originale, voire, au sens figuré, à une chose ou une situation.
On peut ainsi parler d'hapax pour des ouvrages annoncés mais finalement jamais parus ; c'est le cas notamment pour quelques bandes dessinées, dont on ne trouve mention que dans le tome précédent, ou plus rarement pour l'existence d'un tome 2 ne correspondant à aucun tome 1.[réf. nécessaire]

## Exemples

### Dans la Bible
Avant la découverte de la pierre de poids « pim » par les archéologues, les érudits ne savaient pas comment traduire le mot « pim » (פִ֗ים p̄îm) dans 1 Samuel 13:21. Avec l'aide de l'archéologie, une ancienne désignation de poids a été redécouverte qui semblait avoir été oubliée au fil du temps, et ainsi un hapax legomenon biblique a été clarifié.

### En littérature
Quelques exemples connus :
- chez Homère, le mot barbarophonoi qui donnera plus tard le mot barbare n'apparait qu'une unique fois, dans le Catalogue des vaisseaux pour désigner les Cariens[8]. Il est fondé sur l'onomatopée bar-bar et désigne donc un peuple dont la langue n'est pas intelligible[8] ;
- chez Rabelais, l'expression hapaxique « la dive bouteille » (l'adjectif « dive » préexistait depuis au moins deux siècles et Rabelais l'emploie une vingtaine de fois dans ses Livres Tiers, Quart, Cinquième[9]) ;
- Chez Montaigne : allongeail, Anacréon, arrièreboutique, artialisent, branloire, brède, caveau, chatte, Chrysostome, classes moyennes, compassionne, consubstantiel, contrefinesse, contre-poil, Copernicus, criaillerie, culilingis, demoneries, descroire [décroire], dénéantise, démoneries, discordamment, discrépance [discordance], entregloser, Eros, escrivailleurs, exile [mince], fantastiquer, farcesques, fraternité, fricassée, gardoires, harde, humanistes, infrasquer [embrouiller], inobédient, insubstantielle, judicatoire, Laertius, limer, masturbation, méthode, nazarde, oreiller, passif, pénultime, pérégrin, philodoxes, Rabelays [Rabelais], rejance [régence], somelerie [sommellerie], théologalement, urinait.
- le mot « ptyx » dans un vers de Mallarmé « Sur les crédences, au salon vide : nul ptyx ». La correspondance de Mallarmé, qui mentionne cet hapax, nous apprend que Mallarmé recherchait un mot en « -ix » qui n'existerait dans aucune langue ; de nombreux exégètes, ignorant cette explication mallarméenne, ont longtemps cherché le sens de cet énigmatique « ptyx »[10] ;
- chez Raoul Ponchon, le verbe « abracadabrer », « rendre abracadabrant » ;
- Proust a créé de nombreux néologismes (« jusqu'au-boutiste », « limogé »…), dont la plupart demeurent des hapax[11] ;
- certains noms n'ayant pas de forme féminine ou masculine sont naturellement source de néologismes et Benjamin Constant, dans sa Correspondance, offre ainsi l'hapax « prédécessrice » ;
- dans la nouvelle "La Chambre" du recueil Le Mur de Jean-Paul Sartre : le « ziuthre » désigne un talisman constitué d'un assemblage de morceaux de carton prenant la forme d'une araignée que le personnage principal à la santé mentale fragile utilise pour se protéger des entités qu'il voit dans ses hallucinations[12].

### En politique
Le mot « abracadabrantesque » employé par Jacques Chirac lors de son allocution télévisée, en réponse à une question sur l'affaire des HLM de Paris, n'était pas un hapax, non seulement parce qu'on retrouva le lendemain ce mot dans tous les journaux, mais surtout parce qu'il se trouvait dans plusieurs dictionnaires, qu'il fut par exemple employé par Antonin Artaud en 1921, et encore avant, en mai 1871, dans le poème Le Cœur volé d'Arthur Rimbaud, ce mot étant d'ailleurs antérieur à son utilisation par Rimbaud (vraisemblablement créé entre 1834 et 1852). En l’occurrence, il s’agit d’un contre-exemple.

### Sur Internet
Il existe un jeu auquel s'adonnent certains internautes : le Google whack, c'est-à-dire la « pêche aux hapax » via le moteur de recherche Google ; il s'agit de trouver un mot ou une expression pour lequel Google renvoie une seule page.

### En architecture
On y parle d'hapax pour désigner des bâtiments qui n'ont aucun équivalent, tel le Panthéon de Rome avec son pronaos barlong et sa rotonde.

### Considération générale
Il est peu usuel de croiser un mot rare donné (a fortiori un hapax donné), mais il n'est pas rare de rencontrer des mots rares. Cette abondance des hapax (a fortiori des mots rares) dans la plupart des textes, des langues, est un phénomène cohérent avec la loi empirique des fréquences des mots, la loi de Zipf, et donc un paradoxe qui n'est qu'apparent.

## Hapax existentiel
La notion d'hapax existentiel fut introduite par Vladimir Jankélévitch, qui explique que « toute vraie occasion est un hapax, c'est-à-dire qu'elle ne comporte ni précédent, ni réédition, ni avant-goût ni arrière-goût ; elle ne s'annonce pas par des signes précurseurs et ne connaît pas de « seconde fois ». Ainsi de la perte d'un enfant, pour sa mère : « Mais l'enfant qu'elle a perdu, qui le lui rendra ? Or c'est celui-là justement qu'elle aimait… Hélas, aucune force ici-bas ne peut faire revivre ce précieux, cet incomparable hapax littéralement unique dans toute l'histoire du monde. ».
Il s'agit donc d'un événement unique dans ses aspects constituants (haeccéité, temps) et qui fait naître brusquement et nécessairement un cheminement de vie et de pensée original et personnel.
Ce concept fut repris, transformé et développé par Michel Onfray.
Le concept d'hapax existentiel permet de montrer que toute pensée naît d'un corps : « Un hapax existentiel est ainsi préparé, mûri, fabriqué par le corps puis révélé dans les enthousiasmes qu'on peut ensuite constater. »
C'est dans L'Art de jouir que Michel Onfray développe le plus longuement ce concept, dont il donne beaucoup d'exemples : « Nombre de philosophes ont connu ce que nous pourrions appeler des hapax existentiels, des expériences radicales et fondatrices au cours desquelles du corps surgissent des illuminations, des extases, des visions qui génèrent révélations et conversions qui prennent forme dans des conceptions du monde cohérentes et structurées. »
Ainsi l'hapax existentiel est-il une expérience déterminante capable de pousser un homme à devenir un philosophe (c'est-à-dire, pour Michel Onfray, l'inventeur d'un système).
Parmi les philosophes dont Onfray cherche à saisir l'hapax existentiel, on trouve au premier chef saint Augustin. Pour Onfray, l'hapax existentiel est toujours précédé d'un « état de tension » du corps, car les malaises existentiels produisent des symptômes physiques. Hédoniste et même débauché, Augustin se livre à tous les plaisirs et culpabilise de plus en plus. À mesure que la tension du désir satisfait et du sentiment de la faute s'accroît en lui, Augustin ressent de plus en plus profondément un malaise, jusqu'à sa résolution dans la crise qui mènera à sa conversion : assis dans le jardin, le futur Père de l'Église sent un beau jour « monter en lui une grande tempête » ; il entend alors une voix qui l'engage à lire la Bible, que le vent ouvre soudain sur une page condamnant les orgies, la paresse et la dispute (Augustin, à cette époque, est professeur de rhétorique). Il renonce alors aux plaisirs et à sa carrière de rhéteur… « Le nouveau corps du philosophe sera celui d'un Docteur de l'Église, Évêque d'Hippone — chasteté, pureté, virginité. »
Descartes connaît lui aussi (à une époque où il est tourmenté par le doute quant au chemin à suivre dans ses recherches et dans la vie) un hapax existentiel, sur le mode d'une série de trois rêves, la même nuit. Au réveil, Descartes analyse ses rêves et supplie Dieu de le guider dans sa recherche de la vérité. De cet hapax nocturne « découlent la totalité des méditations, des réflexions, des écritures, des conversations, des efforts à venir », bref, la totalité de son œuvre : ainsi Descartes « devait l'intuition de son système à trois songes faits dans un poêle… » (ce qui ne signifie évidemment pas qu'il ait eu, dès ce soir-là, toutes ses idées à venir : simplement le point de départ de ses méditations).
De même Pascal a-t-il connu un célèbre hapax existentiel, lors de la « nuit du Mémorial ». « En effet, le 23 novembre 1654, entre dix heures et demie du soir et minuit et demi, Pascal connaît un état d'exaltation extrême et note sur un papier, de manière cursive et fébrile, ses sensations, ses émotions, et les sentiments que lui inspirent ces minutes d'une telle densité. ». Le texte s'achève sur ces mots : « Joie, joie, joie, pleurs de joie ». Bref, « Pascal connaît ce soir-là un authentique ébranlement physiologique dont il ressortira métamorphosé. » Le texte qu'il écrit le soir de son hapax existentiel, il le portera sur lui pendant huit ans, cousu et recousu mille fois à la doublure de ses vêtements.
Michel Onfray relève aussi l'hapax existentiel du philosophe La Mettrie : « Matérialiste radical, il expérimentera le monisme, le principe de son système philosophique, lors d'un hapax existentiel en 1742 : alors qu'il était médecin aux gardes françaises près le duc de Gramont, il est atteint d'une fièvre chaude à Fribourg, lors du siège. Le mal le terrasse, au point qu'il manque d'en mourir. » Il découvre à cette occasion que la pensée dépend entièrement des états physiologiques : l'« âme » n'est qu'une suite de l'organisation de la machine corporelle.
L'hapax existentiel de Jean-Jacques Rousseau est particulièrement frappant : aigri, frustré, mécontent de lui-même et des autres, incapable de trouver sa place (selon ses propres expressions), Rousseau se trouve soudain illuminé par les mille pensées qui lui viennent à la lecture des quelques mots du sujet proposé par l'Académie de Dijon dans le Mercure de France : « Si le progrès des sciences et des arts a contribué à corrompre ou à épurer les mœurs. » Rousseau raconte lui-même l'effet de cette lecture : « Si jamais quelque chose a ressemblé à une inspiration subite, c'est le mouvement qui se fit en moi à cette lecture ; tout à coup je me sens l'esprit ébloui de mille lumières ; des foules d'idées vives s'y présentèrent à la fois avec une force et une confusion qui me jeta dans un trouble inexprimable ; je sens ma tête prise par un étourdissement semblable à l'ivresse. Une violente palpitation m'oppresse, soulève ma poitrine, ne pouvant plus respirer en marchant, je me laisse tomber sous un des arbres de l'avenue, et j'y passe une demi-heure dans une telle agitation qu'en me relevant j'aperçus tout le devant de ma veste mouillé de larmes sans avoir senti que j'en répandais. » Ainsi est résolue la tension entre son amour des hommes et ses excellentes raisons de haïr ses contemporains ; ainsi trouve-t-il aussi son originalité : en vérité, de ce jour date sa naissance à la philosophie.
L'hapax existentiel de Nietzsche est célèbre : frappé de transe au pied d'un rocher à Silvaplana, le philosophe a l'intuition foudroyante de l'Éternel Retour. De ce moment de révélation, il ne parlera qu'en de très rares occasions, et à voix basse. Lou Andreas-Salomé va jusqu'à voir dans cet hapax existentiel presque un trait de folie — cette folie où Nietzsche sombrera le 3 janvier 1889.
Enfin, Michel Onfray évoque le philosophe Jules Lequier qui, enfant, posa sa main sur un buisson et en débusqua un petit oiseau, lequel, en s'envolant, se fit happer par un épervier. Cet événement le terrorisa, car il lui montrait les conséquences nécessaires de sa liberté, à lui, de faire ou ne pas faire : « C'est moi qui l'ai livré, me disais-je avec tristesse : le caprice qui m'a fait toucher cette branche, et non pas cette autre, a causé sa mort. […] Tel est donc l'enchaînement des choses. » Cette expérience est un véritable hapax existentiel, qui le fera philosophe et le poussera à consacrer sa vie à la question de la liberté et du déterminisme. Bien plus tard, il écrira : « L'homme aujourd'hui en rassemblant les réminiscences de ce trouble extraordinaire qu'éprouva l'enfant, l'éprouve derechef ; je ne peux plus distinguer les angoisses de l'un des angoisses de l'autre ; la même idée, terrible, irrésistible, inonde encore de sa clarté mon intelligence, occupant à la fois toute la région et toutes les issues de la pensée. »
Pour résumer l'importance de ce concept, on peut donc conclure que « l'hapax existentiel dont il fait l'objet révèle le philosophe, lui donne les intuitions qu'il ne cessera de développer sa vie durant au travers de milliers de pages ».

## Hapax, motsad hocet néologismes
De nombreux linguistes anglophones font une distinction entre les hapax dont on a du mal à déterminer le sens et ceux dont on peut parfaitement inférer le sens. Ils emploieront le mot « hapax » dans le premier cas, et l'expression nonce word dans le deuxième cas.
Un nonce word (que l'on peut traduire par « mot ad hoc » ou « mot de circonstance ») est un mot créé, souvent dans un but humoristique (exemples : Supercalifragilisticexpialidocious, Honorificabilitudinitatibus), ou pour sa sonorité (exemples : quark, ptyx), parfois reposant sur une construction de type mot-valise (exemple : surlecutant). L'onomastique comportera ainsi de nombreux « mots ad hoc », et c'est une part du génie propre à chaque conteur, chaque écrivain, de recourir à de tels procédés.
Diverses études ont étudié l'importance de ce type de mots dans l'apprentissage du langage par les jeunes enfants.
On qualifiera de « néologismes » les mots (ad hoc ou non) créés récemment qui se seront suffisamment répandus pour être repris dans les dictionnaires usuels (exemple : « bidochon »).

## En démographie
En démographie, un hapax est un nom présent en un seul exemplaire, s'agissant notamment des noms de famille. Les démographes et les généticiens des populations, mais aussi potentiellement les chercheurs d'autres branches des sciences humaines, utilisent ce concept dans l'analyse de la distribution des noms ou de l'évolution temporelle d'un corpus de noms, qui leur permet de tirer des conclusions quant aux flux migratoires, à la consanguinité, et bien sûr à l'appauvrissement des noms de famille.
Les hapax constitueraient 40 à 60 % des noms portés dans une population. La France ferait alors exception, les hapax se montant à 300 000 pour un nombre de noms de famille record de 1,3 million, soit 23 %. Les ultimes porteurs de leur patronyme ne sont guère plus nombreux que ceux portant le nom le plus fréquent : Martin.